# RM-332
La RM-332 o Carretera de Mazarrón es el tramo de la antigua carretera N-332 entre Tébar y Cartagena reconvertido en carretera autonómica de la Región de Murcia. Fue de competencia nacional hasta el desdoblamiento parcial de esta misma renombrándose como RM-332 al traspasar las competencias a la Región de Murcia, mientras que el tramo desdoblado se denomina Autopista del Mediterráneo o AP-7.

## Recorrido
Inicia en la Rotonda del cruce con la Ronda de Cartagena atravesando la población cartagenera de Molinos Marfagones, después atraviesa el núcleo urbano de Mazarrón para proseguir paralela a la Autopista del Mediterráneo para seguir atravesando las urbanizaciones de la sierra lorquina hasta llegar al término municipal de Águilas y finalmente desembocar en la Vía Rápida Lorca-Águilas

## Poblaciones que atraviesa
- Cartagena
- Puerto de Mazarrón
- Mazarrón
- Lorca
- Águilas